# Britney: Domination
Britney: Domination fue planeada como la segunda residencia de conciertos de la cantante estadounidense Britney Spears, que tendría lugar en el Park Theatre ubicado en el Park MGM del hotel y casino en Las Vegas, Nevada. Se estrenaría el 13 de febrero de 2019 con 32 espectáculos programados hasta el 17 de agosto de 2019.
El día 4 de enero de 2019 a través de sus redes sociales Britney Spears confirmó la cancelación de la residencia, debido a problemas familiares ligados al estado de salud de su padre.

## Antecedentes y anuncio
Después de completar 248 espectáculos en Zappos Theater en Planet Hollywood entre diciembre de 2013 y diciembre de 2017, Spears anunció su segunda residencia en el Toshiba Plaza del T-Mobile Arena el 18 de octubre de 2018 con un gran espectáculo visual sobre la fachada del edificio del complejo turístico, además de pirotecnia. Ese mismo mes, varias publicaciones comenzaron a informar que el programa tendrá un "ambiente urbano" y será muy diferente de su residencia anterior Piece of Me. El escenario aprovechará la tecnología de vanguardia y Spears interpretará una mezcla de sus canciones exitosas con una influencia del hip hop.
Se conoció que Spears ganaría 507 000 $ por concierto, lo que la convierte en la artista mejor pagada de Las Vegas, superando a Céline Dion y sus 476 000 $ por concierto. Las entradas salieron a la venta el viernes 26 de octubre de 2018 a las 10:00 hora local.

## Repertorio
Junto con el anuncio de su hiato, el equipo creativo anunció algunas de las canciones que originalmente estaban planeadas para el espectáculo, nombrando a «Overprotected» y «My Prerogative». Algunas otras canciones fueron incluidas en los ensayos, como «Scream & Shout», «I'm a Slave 4 U», «Do You Wanna Come Over?», «Coupure Électrique» y «Break the Ice».

## Shows cancelados
| Fecha                 | Entradas vendidas | Recaudación |
| Etapa 1               | Etapa 1           | Etapa 1     |
| --------------------- | ----------------- | ----------- |
| 13 de febrero de 2019 | —                 | —           |
| 14 de febrero de 2019 | —                 | —           |
| 16 de febrero de 2019 | —                 | —           |
| 17 de febrero de 2019 | —                 | —           |
| 20 de febrero de 2019 | —                 | —           |
| 22 de febrero de 2019 | —                 | —           |
| 23 de febrero de 2019 | —                 | —           |
| 27 de febrero de 2019 | —                 | —           |
| 1 de marzo de 2019    | —                 | —           |
| 2 de marzo de 2019    | —                 | —           |
| Etapa 2               |                   |             |
| 8 de mayo de 2019     | —                 | —           |
| 10 de mayo de 2019    | —                 | —           |
| 11 de mayo de 2019    | —                 | —           |
| 15 de mayo de 2019    | —                 | —           |
| 17 de mayo de 2019    | —                 | —           |
| 18 de mayo de 2019    | —                 | —           |
| 22 de mayo de 2019    | —                 | —           |
| 24 de mayo de 2019    | —                 | —           |
| 25 de mayo de 2019    | —                 | —           |
| 26 de mayo de 2019    | —                 | —           |
| Etapa 3               |                   |             |
| 24 de julio de 2019   | —                 | —           |
| 26 de julio de 2019   | —                 | —           |
| 27 de julio de 2019   | —                 | —           |
| 31 de julio de 2019   | —                 | —           |
| 2 de agosto de 2019   | —                 | —           |
| 3 de agosto de 2019   | —                 | —           |
| 7 de agosto de 2019   | —                 | —           |
| 9 de agosto de 2019   | —                 | —           |
| 10 de agosto de 2019  | —                 | —           |
| 14 de agosto de 2019  | —                 | —           |
| 16 de agosto de 2019  | —                 | —           |
| 17 de agosto de 2019  | —                 | —           |